# 井上麻美 (タレント)
井上 麻美（いのうえ まみ、1975年5月5日 - ）は、日本のアイドル、タレント。福岡県久留米市出身。堀越高等学校卒業。
身長155cm、体重40kg、バスト76cm、ウエスト56cm、ヒップ83cm。
メリーゴーランドを経てアルテミスプロモーション、トゥルースカンパニーに所属していた。所属レコード会社はファンハウス（現：ソニー・ミュージックレーベルズ/アリオラジャパン）。

## 略歴
- 中学一年生の12月に雑誌「デュエット」でゲームソフト「みつばち学園」オーディションの存在を知る[1]。1ヵ月後書類審査のみで決勝に残る[1]1989年3月、このオーディションで出場者50名から本選に出場できる20名に選出される[1]。この歌唱審査で南野陽子の「はいからさんが通る」を歌った[1]。
- 1990年12月3日、ハドソンの企画 ミスCD-ROM2「みつばち学園」内での一般公募モデルの人気投票で優勝し、ハドソンのイメージガールとなった。その後ハドソンのイメージガールとして、全国キャラバンを何度か行なった[1]。
- 1991年4月に堀越高等学校入学。同年7月、イメージガールを務めるハドソンの全国キャラバンがスタート。8月25日にゲーム「聖竜伝説モンビット」エンディングテーマ「青春はちっぽけな僕たち」（C/W「歩こうと思う」）で歌手デビュー。10月にはDJを務めるラジオ番組「マミカルミステリーアワー」（TBSラジオ）がスタート。11月21日に2ndシングル「君が痛みと呼ぶもの」（C/W「12月愛をこめて」）発売。
- 1992年には、日本テレビ系「IDOLアイドル」の中で、ドラマデビューを果たした（ドラマタイトルは「アイドル女子高物語」。共演者は早坂好恵・松木彩子・こんぺいとう）。
- 同時期に活動した仲間に、加藤西里奈、森下純菜らがいる。また中学の美術部の後輩に愛禾みさがいる。高校の同級生には菅野美寿紀がいる。
- 1996年6月にマネージャーと共に所属事務所「アルテミスプロモーション」を辞め、新事務所「有限会社トゥルース・カンパニー」に移籍。
- 1996年7月から期間限定で真下友恵・岸本由香理とともにClikというユニットを結成。1997年4月21日、元C-C-Bの笠浩二のプロデュースによるシングル「勇気をください」をバンダイ・ミュージックエンタテインメントからリリース。
- スタイルキューブ社長のたかみゆきひさによると、引退後はデザイナーとして活動し、寺門仁美の写真集のデザインも手がけたとされる[2]。

## 出演

### テレビ

#### バラエティ
- IDOLアイドル（日本テレビ）
- 女だらけの水泳大会
- ザ・スターボウリング（テレビ東京）
- そのまんま東のバーチャルZ（テレビ東京）
- 天使のU・B・U・G（フジテレビ）
- 月刊TV POWER GANG
- アイドルオンステージ（NHK衛星第2）
- MOGITATE!バナナ大使（TBS）1992.12.18
- カフェシティヨコハマ（テレビ神奈川、下記は出演日と共演者）
  - 1991.11.15 吉田真里子
  - 1992.3.6 ザ・ポチ
  - 1992.8.7 堀川早苗
  - 1992.11.13 ニキニキ
  - 1993.1.29 今野友加里
  - 1993.5.7
  - 1994.6.10 ERINA
  - 1995.1.13
  - 1995.6.25
  - 1995.11.26 小林清美
- 1997.1.24パーフェクTV　MONDO21「グラビアの美少女」

### ラジオ
- マミカルミステリーアワー（1991年10月、TBSラジオ）
- タモリの週刊ダイナマイク（1995年4月、ニッポン放送・マンスリーゲスト）
- ツルタマ逆流ラジオ（1997年3月2日、岐阜放送）*Clik

### VHS
- BePPin特別増刊[はじらい］（英知出版） - 1993年12月20日発行/40minビデオ
- 悪玉志願
- 特攻! ヤンママ仁義
- グラビアの美少女Best Selection vol.6 - 酒井美雪・望月沙耶とのオムニバス

### 映画
- 超少女REIKO（1991年） - しみずまちこ 役

### ゲーム
- みつばち学園（1990年9月14日、ハドソン、PCエンジンCD-ROM²） - 井上麻美 役
- 聖竜伝説モンビット（1991年8月30日、ハドソン、PCエンジンCD-ROM²） - 王女マーブル 役
- 井上麻美・この星にたった一人のキミ（1992年12月25日、ハドソン、PCエンジンSUPER CD-ROM²） - 井上麻美 役
- ぷよぷよシリーズ / 魔導物語シリーズ - アルル・ナジャ 役
  - ぷよぷよ通（1994年12月2日、コンパイル、メガドライブ・セガサターン・スーパーファミコン他）
  - 魔導物語III 究極女王様（1994年12月30日、コンパイル、ゲームギア）
  - 魔導物語A ドキドキばけ〜しょん（1995年11月24日、コンパイル、ゲームギア）
  - 魔導物語 はなまる大幼稚園児（1996年1月12日、コンパイル、スーパーファミコン）
  - 魔導物語I（1996年3月22日、コンパイル、メガドライブ） - アルル・ナジャ、ドッペルゲンガーアルル 役
  - ぷよぷよBOX（2000年12月21日、コンパイル、PlayStation）
- 湾岸デッドヒート+リアルアレンジ（1996年8月30日、パック・イン・ビデオ、セガサターン） - 井上麻美 役

### ライブ
- 1992.4.2〜アルバム発売記念のミニコンサートを東京、名古屋、大阪で開催
- 1993.5.5　ファースト・バースデー・コンサートを東京・神田パンセホールで開催
- 1994.5.4　バースデーライブを原宿ルイードで開催

## ディスコグラフィ

### シングル
- 全てファンハウスからリリース。

| # | 発売日          | 曲順 | タイトル               | 作詞         | 作曲         | 編曲         | 規格品番  |
| - | --------------- | ---- | ---------------------- | ------------ | ------------ | ------------ | --------- |
| 1 | 1991年 8月25日  | 01   | 青春はちっぽけな僕たち | 戸沢暢美     | 馬飼野康二   | 萩田光男     | FHDF-1109 |
| 1 | 1991年 8月25日  | 02   | 歩こうと思う           | 戸沢暢美     | 馬飼野康二   | 萩田光男     | FHDF-1109 |
| 2 | 1991年 11月21日 | 01   | 君が痛みと呼ぶもの     | 戸沢暢美     | 馬飼野康二   | 萩田光男     | FHDF-1135 |
| 2 | 1991年 11月21日 | 02   | 12月愛をこめて         | 戸沢暢美     | 馬飼野康二   | 馬飼野康二   | FHDF-1135 |
| 3 | 1992年 3月1日   | 01   | サヨナラは君の空に     | 戸沢暢美     | 馬飼野康二   | 萩田光男     | FHDF-1161 |
| 3 | 1992年 3月1日   | 02   | 誕生日みたいね         | 戸沢暢美     | 馬飼野康二   | 萩田光男     | FHDF-1161 |
| 4 | 1992年 7月25日  | 01   | いつも ありがとう      | 平間あきひこ | 平間あきひこ | 平間あきひこ | FHDF-1205 |
| 4 | 1992年 7月25日  | 02   | もう“好き”と言える     | 佐藤有香     | 平間あきひこ | 平間あきひこ | FHDF-1205 |
| 5 | 1992年 11月21日 | 01   | 恋人になりたいな       | 森雪之丞     | 松宮一郎     | 服部隆之     | FHDF-1237 |
| 5 | 1992年 11月21日 | 02   | 二人だけの記念日       | 森雪之丞     | 松宮一郎     | 服部隆之     | FHDF-1237 |

### アルバム

#### その他のアルバム
- うじゃうじゃパラダイス（1994年5月21日）[3]
  - 井上の歌唱曲「O-KI-RO!!－苺太ちゃんにお願い」「聖林檎学園学園校歌」「おしまいうじゃうじゃ」を収録。
- 井上麻美・ふれてみて♡（1995年3月1日） ※Macintosh専用CD-ROM
  - 井上の歌唱曲「ふれてみて」「春、ジオンの花見ながらきてね」を収録。

### タイアップ曲
| 年     | 楽曲                   | タイアップ                                                              |
| ------ | ---------------------- | ----------------------------------------------------------------------- |
| 1991年 | 青春はちっぽけな僕たち | テレビ東京系バラエティ番組「大竹まことのただいま!PCランド」EDテーマ     |
| 1991年 | 青春はちっぽけな僕たち | PCエンジン用ゲームソフト「聖竜伝説モンビット」EDテーマ                  |
| 1992年 | 恋人になりたいな       | PCエンジン用ゲームソフト「井上麻美 この星にたったひとりのキミ」OPテーマ |
| 1992年 | 二人だけの記念日       | PCエンジン用ゲームソフト「井上麻美 この星にたったひとりのキミ」EDテーマ |

## 写真集
- 聖域（1993年6月、学習研究社、撮影：大山文彦）ISBN 978-4056001600 現役女子高生アイドル素肌の衝撃！
- TRADE WIND（1993年11月、ワニブックス、撮影：大山文彦）ISBN 978-4847023460 18歳の現役女子高生アイドル衝撃の決意18歳の女子高生アイドル*井上麻美がオーストラリアの大自然の中で愛らしくそして大胆にケアンズ～ゴールド・コースト、約2千キロを旅しながら撮影に挑んだ衝撃の写真集が堂々完成！ページをめくるほど挑発の連続、こんな麻美みたことなかった!!
- 微・少女（1994年8月1日、学習研究社、撮影：大山文彦）ISBN 978-4056006209 ぜ～んぶ見せちゃお!!17歳、思い出の制服姿から卒業旅行で訪れたバリ島での究極ショットまで!!アイドル井上麻美のすべて、初めての衝撃!!
- Mutation（1995年11月、英知出版、撮影：平田友二）ISBN 978-4754211103 20歳に井上麻美は生まれ変わる脱・制服アイドル宣言!!制服美少女アイドルとして多くのファンを持つ井上麻美も20才。限りなく透明なキラメキの世界で、身も心も開放的にすべてをさらけ出し、初めて魅せた大人の香りを堪能してくれ！

## 掲載雑誌
- 月刊カメラマン 1991年12月号：アイドル恋人写真館
- BOMB!（学研）
  - 1992年12月号：巻頭特集
  - 1994年7月号：巻頭大特集
- momoco
  - 1992年8月号：カラーグラビア
  - 1993年6月号：巻頭カラーグラビア
- Beppin
  - No.101 1992年12月1日号
  - No.110 1993年9月号
- デラべっぴん (英知出版)
  - No.85 1992年12月号 表紙
- おじょう 1995年7月号 カラーページインタビュー
- BOYES 1995年7月20日号 表紙&カラーインタビュー
- マガジン・ウォー 1995年8月号：表紙&巻頭グラビア
- Dr.ピカソ 創刊第4号 1995年10月13日発行：カラーグラビア
- すっぴん小姐 NO.9：カラーグラビア
- ウレッコ 7月号増刊
- ザ☆シュガー1996年4月号グラビア掲載
- Mr.MAX 1996年7月号表紙&インタビュー記事